# Ліван на літніх Олімпійських іграх 1948
Ліван брав участь у Літніх Олімпійських іграх 1948 у Лондоні (Велика Британія) уперше за свою історію, але не завоював жодної медалі.